# Cyber Danganronpa VR: The Class Trial
Cyber Danganronpa VR: The Class Trial (サイバーダンガンロンパVR 学級裁判, Saibā Danganronpa VR: Gakkyū saiban) est jeu d'aventure gratuit en réalité virtuelle développé pour la PlayStation VR de la PlayStation 4. C'est un jeu de la série Danganronpa développée et éditée par Spike Chunsoft.
Le jeu a été lancé au Japon en octobre 2016 et dans le monde entier en mars 2017. Le jeu est une démo technologique où le joueur cherche à découvrir qui est à l'origine du meurtre dans un « procès en classe » du premier jeu de la série, Danganronpa: Trigger Happy Havoc. Il a été bien accueilli par les critiques, qui ont apprécié ses graphismes.

## Système de jeu
Cyber Danganronpa VR est un jeu en réalité virtuelle dans lequel le joueur joue le quatrième « procès en classe » du jeu d'aventure Danganronpa: Trigger Happy Havoc, où le joueur cherche à découvrir qui est à l'origine du meurtre de Sakura Ogami ; contrairement au jeu original, qui utilise des découpes 2D pour les personnages, Cyber Danganronpa VR utilise des modèles 3D. Les camarades du personnage principal font des témoignages qui apparaissent sous forme de mots ; si le joueur remarque quelque chose de suspect dans le témoignage, il peut réfuter les mots en leur tirant dessus avec des « balles de vérité ». Pour ce faire, le joueur doit tourner la tête vers le personnage qui a témoigné et appuyer sur un bouton du DualShock,. Le jeu dure environ dix minutes et se termine par une séquence à la première personne où Monokuma tue le joueur.

## Développement et publication
Cyber Danganronpa VR a été annoncé et présenté au salon Animation-Comic-Game de Hong Kong en juillet 2015 par Sony Interactive Entertainment, en tant que démonstration technique de leur casque de réalité virtuelle PlayStation VR,. Le jeu a été développé par Spike Chunsoft, et a été le premier projet PlayStation 4. Pour pouvoir terminer le jeu rapidement, les développeurs ont utilisé le moteur de jeu Unreal Engine 4. Le jeu est sorti sous forme numérique pour la PlayStation 4 le 13 octobre 2016 au Japon et à Hong Kong ; il a été mis gratuitement à la disposition des abonnés PlayStation Plus, sans publication annoncée pour les joueurs sans abonnement. La version hongkongaise est disponible en anglais avec une voix off en anglais ; Spike Chunsoft a annoncé en octobre 2016 qu'il travaillait à la publication de cette version dans l'Ouest. Il a été publié en Amérique du Nord le 7 mars 2017 et en Europe le 10 mars.